# Spandauer Weg
Der Spandauer Weg ist mit der Nummer 2 einer der 20 grünen Hauptwege. Das ist eine Zusammenstellung von 20 Wanderwegen durch das Berliner Stadtgebiet mit einer Gesamtlänge von rund 550 Kilometern. Ziel ist es, „Wohngebiete mit den vielfältigen Erholungsmöglichkeiten in Parkanlagen und Naherholungsgebieten von Berlin und Brandenburg“ (Senatsverwaltung für Stadtentwicklung und Umwelt) miteinander zu verknüpfen. Der Fußgänger soll dabei die Möglichkeit haben, „die Stadt als eine Verbindung von Kultur, Geschichte und Ökologie intensiv zu erleben“.

## Verlauf
Der Spandauer Weg führt auf einer Länge von 31 Kilometern innerhalb des Bezirks Spandau durch die grünen Bereiche auf der Berliner Landesfläche westlich der Havel entlang. Im Westen und Norden an der Landesgrenze deckt er sich teilweise mit dem Berliner Mauerweg und wird in Hakenfelde vom Havelseenweg (mit Nr. 12) ergänzt, der am Westufer der Havel geführt wird. Auf diesem wird durch die Wilhelmstadt, Pichelsdorf und Weinmeisterhöhe ein Rundweg erreicht. Der Spandauer Weg führt durch das ehemalige Gatower Rieselfeldgebiet und führt südwärts nach Kladow zur Dampferanlegestelle und der Fähre F10. An der Bezirksgrenze wird der Wanderweg vom Mauerweg (allerdings auf Potsdamer Gebiet) am Westufer des Groß-Glienicker Sees aufgenommen.
Der Hauptweg ergänzt den Havelseenweg um Spandau herum. So beginnt die Beschreibung an dessen Endpunkt havelaufwärts und läuft im Gegenuhrzeigersinn um Spandau.

### Hakenfelde

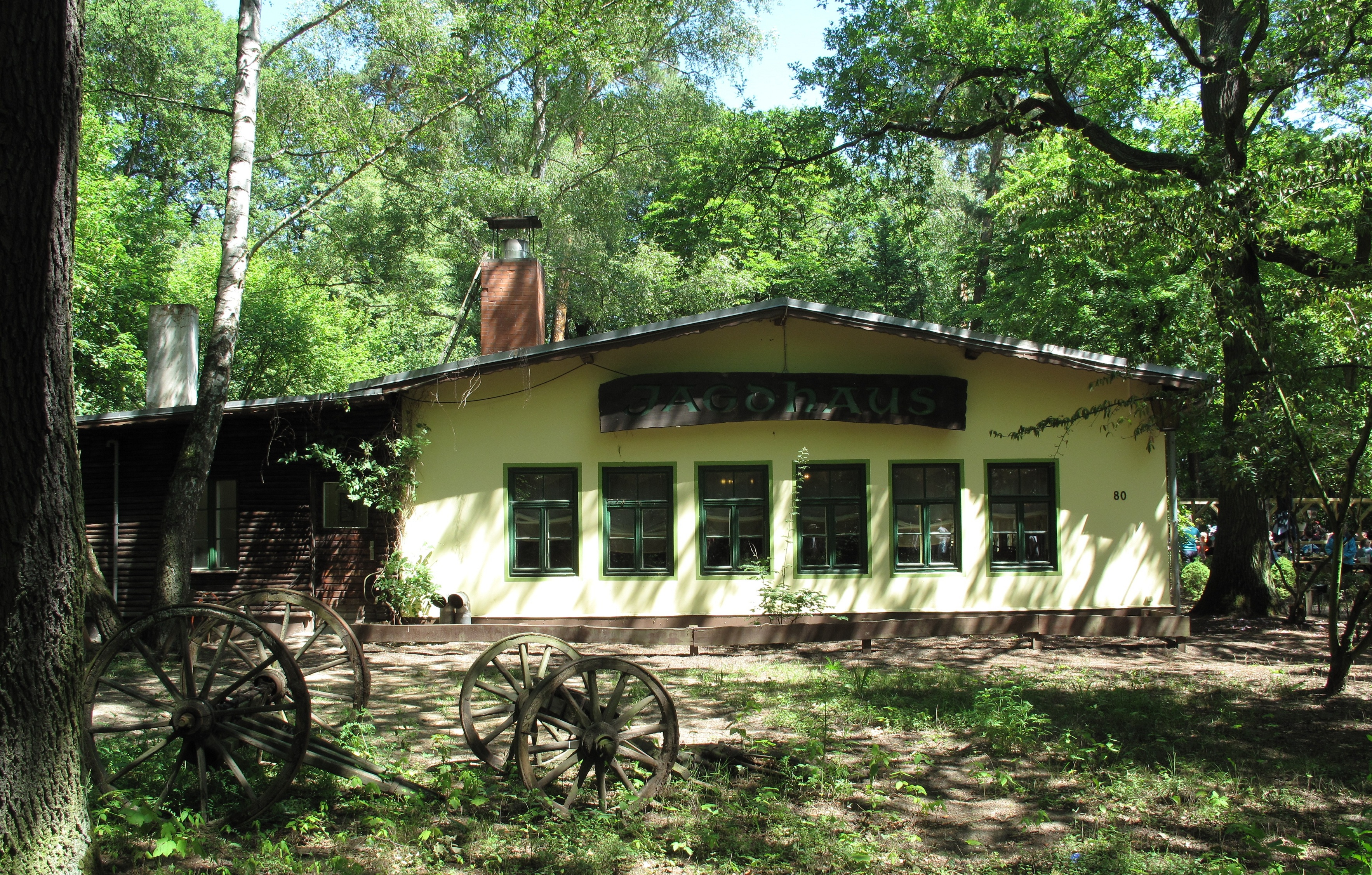
Jagdhaus an der Bürgerablage

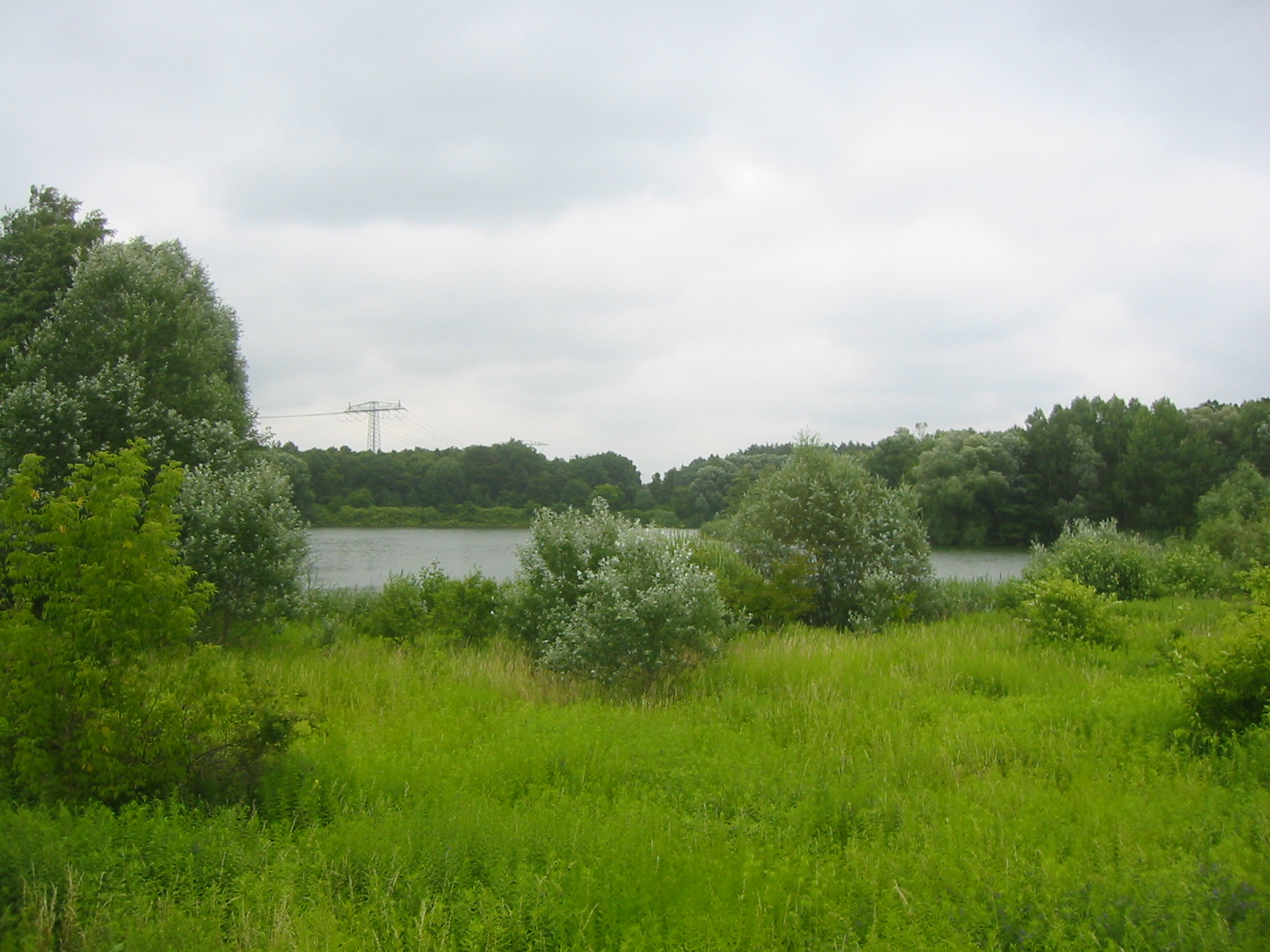
Der Laßzinssee am Spandauer Weg

Ein Einstiegspunkt für den Hauptweg 02 liegt am Aalemannufer an dem Abfluss des Aalemannkanals in die Havel. Der Havelseenweg (Weg Nr. 12) führt am Havelufer nach Süden und der Spandauer Weg nach Norden. Über einen Parkplatz nahe der Autofähre nach Tegelort (Jörsfelde) und einem Spielplatz in einen grünen Uferstreifen am Westrand der Wochenendsiedlung ‚Sportverein Aalemann‘ führt der Hauptweg an der Havel entlang. Der Uferweg vorbei an einem Gartenanlagenweg, dem Rustweg, einer Buschzone vor einer Brachfläche, auf dem Oberhavelsteg über den Teufelsseekanal, die Brachfläche des ehemaligen Kraftwerks Oberhavel. Die Badeanstalt des Johannesstifts von der Havel weg umgehend am Campingplatz vorbei, führt der Weg nordwärts an die Havelbadestelle der Bürgerablage mit Wasserrettungsstation. Hier trifft der Mauerweg auf den Spandauer Weg der westwärts zur Niederneuendorfer Allee und auf dieser bis an die Stadtgrenze verläuft. Der Mauerweg kommt hier von den zu Mauerzeiten im Zugang beschränkten Exklaven Erlengrund und Fichtewiese, die 1988 durch einen Gebietsaustausch eine dauerhafte Verbindung zu Spandau bekamen und heute noch Wochenendsiedlungen sind. Gemeinsam mit dem Mauerweg führt der Hauptweg 02 an der Stadtgrenze (rechts in Brandenburg NSG ‚Niederneuendorfer Heide‘) im Norden des Forstes Spandau weiter westwärts. Über den kreuzenden Oberjägerweg gefolgt von Wald auf Hennigsdorfer und Wiesenfläche auf Berliner Seite, dahinter bis an die Schönwalder Allee das NSG ‚Großer Rohrpfuhl‘. Der weitere Weg führt um den Laßzinssee im Norden herum, wo auf brandenburgischer Seite die Gemeindezugehörigkeit von Hennigsdorf (Neuendorf) zu Schönwalde-Glien (Schönwalde) wechselt. Am Hauptweg steht ein Aussichtsturm (Ostecke) und ein Beobachtungsturm (Westecke) mit Blick auf den Laßzinssee. An der Westseite des Sees geht es zur Schönwalder Allee (L 16, fortgesetzt in Schönwalde als Berliner Allee) wiederum an die Stadtgrenze und nach Südwest über die Fließe der Kuhlake, an einer Feuchtwiese und auf Berliner Seite an Ackerflächen den Eiskellerweg entlang. Jedoch vor der Siedlung Kienhorst führt der Weg von der Stadtgrenze weg nach Süden und am Waldrand nach links um die Große Kienhorst und (östlich der Großen Teufelsbruchwiesen und den Eiskeller auslassend) durch Wald wieder an die Stadtgrenze nun zu Falkenhagen (Gemeinde Falkensee) und südwärts durch Waldgebiet. Rechts vom Weg Staatsforst Falkenhagen (Schonheide), links Berliner Forst Spandau (Mittelhide) wird an der als Waldweg verlängerten Radelandstraße der Ortsteil verlassen.

### Falkenhagener Feld

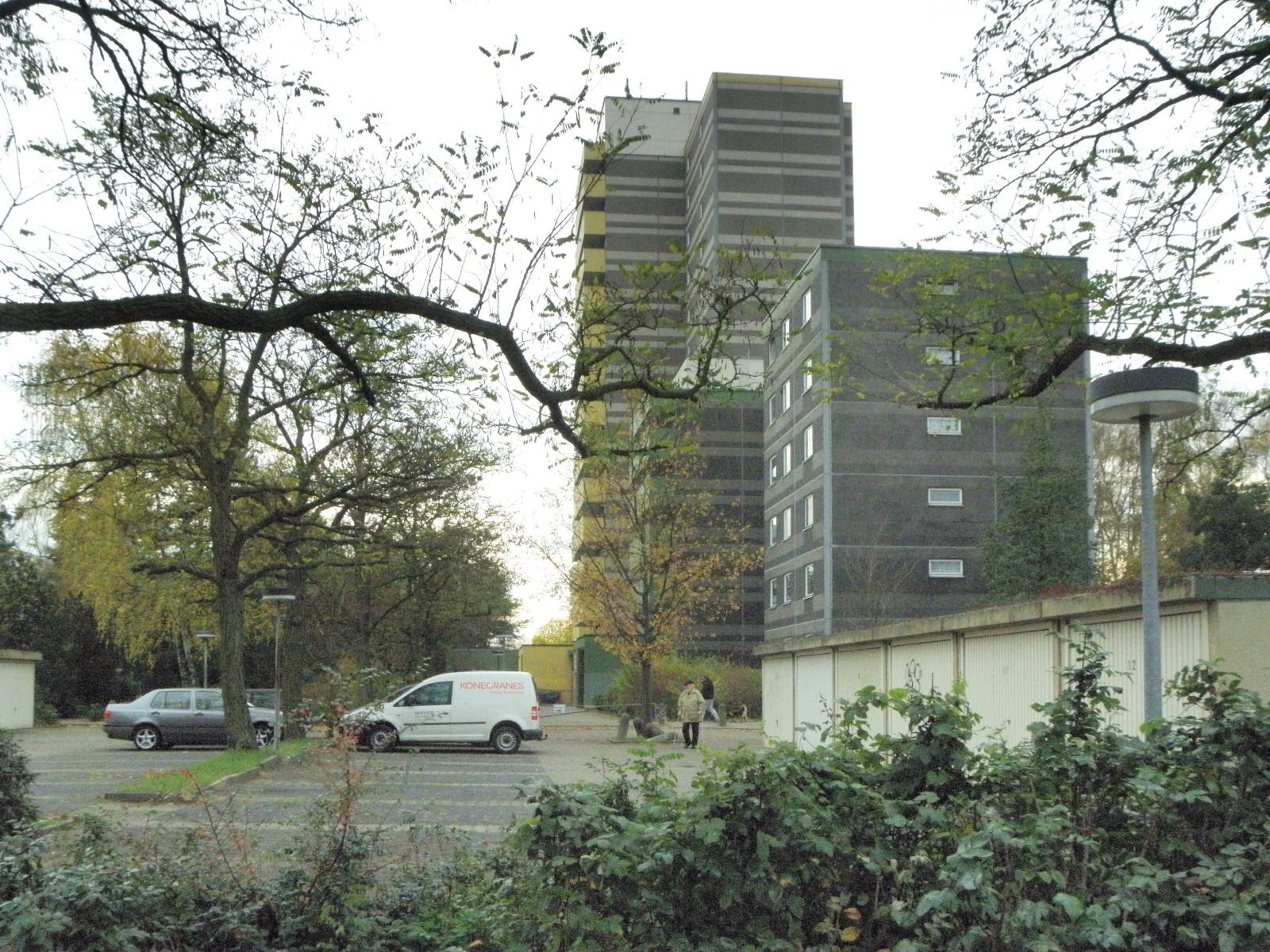
Hochhäuser am Stadtrand neben dem Spandauer Weg (Finkenherd)

Der Ortsteil Falkenhagener Feld wird an der Stadtgrenze/Radelandstraße gegenüber einer Brandenburger Waldanpflanzung nördlich der Siedlung Falkenhöh erreicht. Haupt- und Mauerweg führen auf einem Grünzug weiter nach Süden zwischen dem Gelände des Vivantes-Klinikums und dem wiedergewonnenen Mauerstreifen-Gebiet der Grundstücke an der Martin-Luther-Straße der Siedlung ‚Falkenhöh‘. Am Ende des Waldgebiets treffen Weg und Stadtgrenze am (verlängerten) Maikäferweg auf das Feuchtgebiet Finkenherd am Spandauer Stadtrand. Der Mauerweg führt hier nach Brandenburg in die Gartenstadt Falkenhöh, der Hauptweg 02 an der Ostseite des Finkenherd an der Stadtrandsiedlung entlang. Den Siedlungshäusern der Stadtrandsiedlung folgen dann zehngeschossige Wohnbauten (Seniorenheim) an der Freudstraße mit einem Buswendeplatz zur Falkenseer Chaussee, hier am Übergang zur Berliner Straße (L 201 in Falkenhöh) steht ein Teilungsdenkmal. Die Falkenseer Chaussee wird gekreuzt, der Mauerweg kommt wieder auf den Spandauer Weg und beide führen am Westrand der Kleingartenanlage Neu-Steinfeld am Stadtrand zum Nordufer der Spektelake. Hier liegt der grüne Hauptweg 01, Spreeweg/Berliner Urstromtal. Mit der Wegführung nach rechts an der Stadtgrenze weiter wird der Ortsteil verlassen.

### Staaken

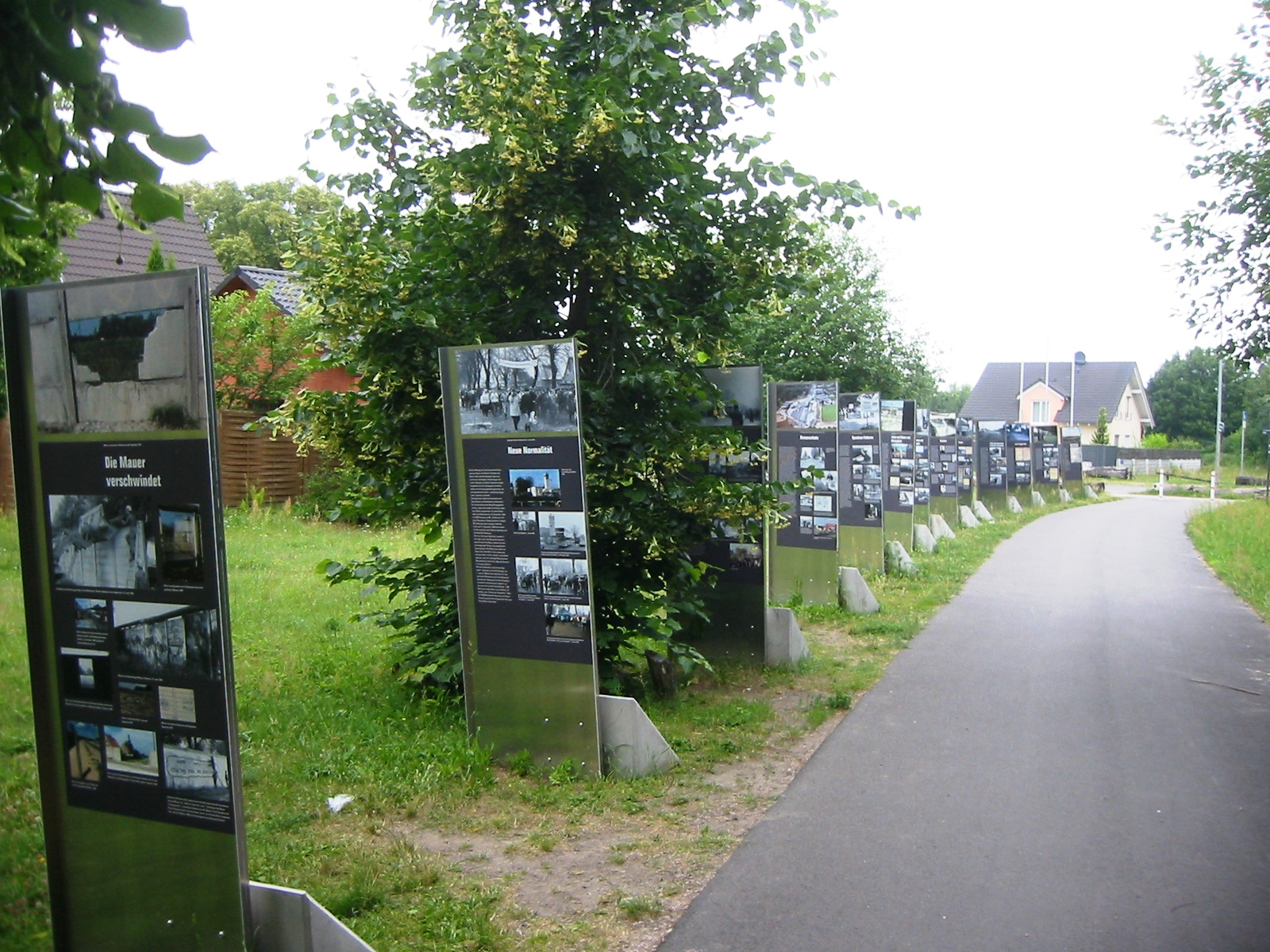
Informationssäulen zur Teilung Deutschlands am Finkenkruger Weg, vormals Grenzweg

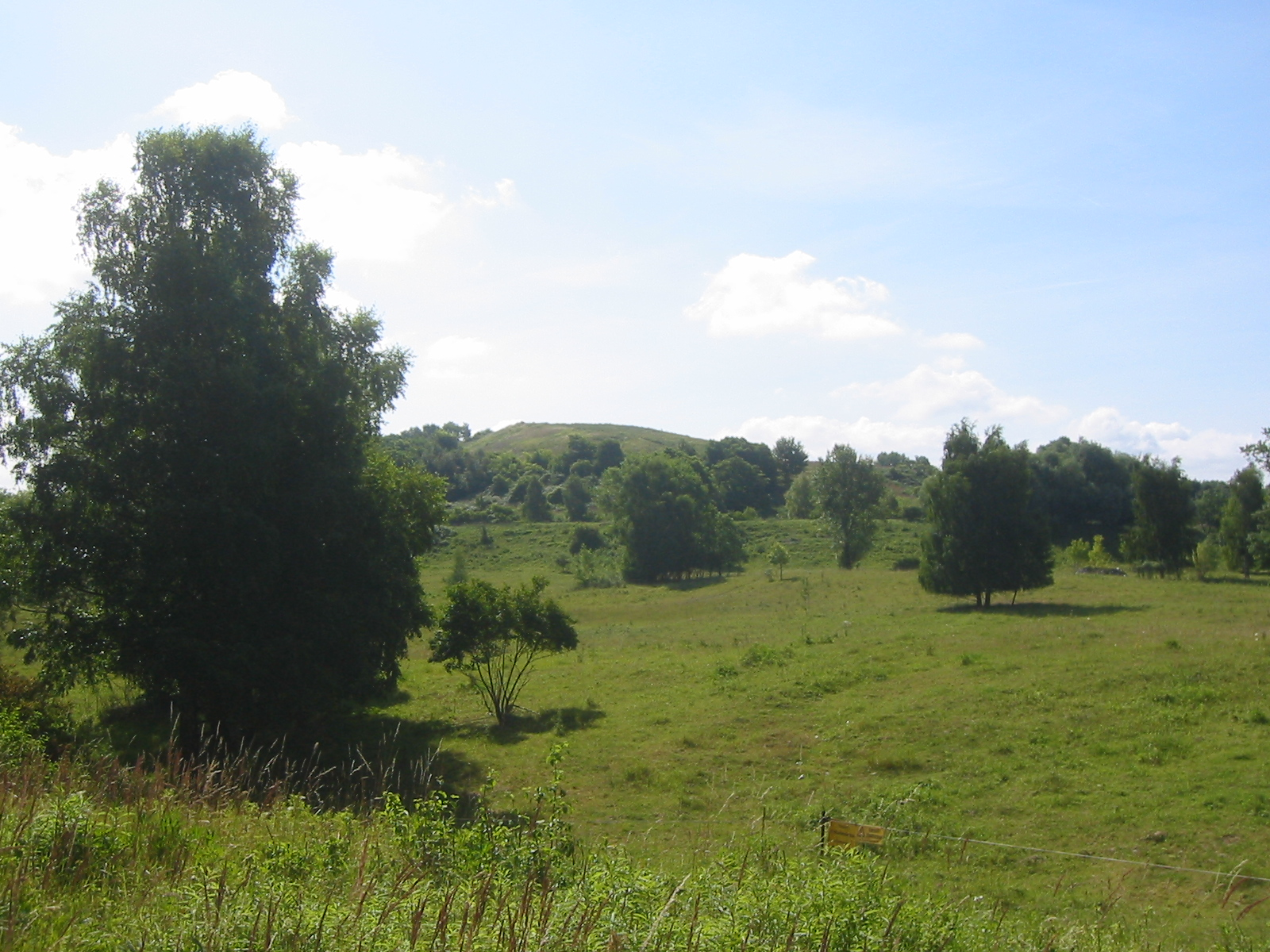
Blick zum Hahneberg

Mit dem Wechsel in den Ortsteil Staaken nördlich am Spektewiesengebiet führen Hauptweg 01 und 02 sowie der Mauerweg 170 Meter nach rechts durch einen Grünzug an der Stadt- und Landesgrenze zum Finkenkruger Weg. Der Hauptweg 01 verbleibt an der Stadtgrenze, Spandauer und Mauerweg führen in den Finkenkruger Weg nach Süden und bleiben auf der Trennlinie, die durch die Abtrennung von West-Staaken von Berlin durch den Gebietsaustausch vom August 1945 entstand. Damals wurde zwischen britischen und sowjetischen Alliierten das Gebiet des Flugplatzes Gatow gegen Weststaaken getauscht, wodurch die Briten einen Flugplatz in ihrem Sektor erhielten. Auf dem östlichen Beiweg des Finkenkruger Wegs (vorbei an Albrechtshofer Weg und Möthlower Straße) wird der Seegefelder Weg erreicht. Über diese hinweg folgt die Eisenbahnbrücke der Regionalbahnstrecke (Linien RE2, RE6, RE10 und RB14) zum Bahnhof Albrechtshof an der Berlin-Hamburger Bahn. Der weitere Weg auf dem östlichen Beiweg des Finkenkruger Wegs an den Häusern der Gartenstadt Staaken, während gegenüber die Eigenheimsiedlung auf eine Sozialleistung von Siemens (Siemens-Kurzarbeitersiedlung) zurückgeht. Auf dem vormaligen Mauerstreifen sind in den 2010er Jahren Neubau-Siedlungshäuser entstanden. Die Bausituation an beiden Seiten verweisen auf die Situation an diesem „Grenzweg“ in den 1950er Jahren und zur Zeit der Teilung Berlins. Zeestower Weg, Am Heideberg, auf der rechten Seite der Heidegraben zwischen Narzissenpfad und Löwenmaulsteig und gegenüber in der Gartenstadt der Ungewitterweg an beiden Seiten des Heidelakegrünzugs, gefolgt vom kreuzenden Torweg wird die Eichholzbahn begleitet vom Neustaakener Graben vor der Nennhauser-Damm-Brücke über die Lehrter Bahn. 
Hier liegt der Bahnhof Staaken, ein Haltepunkt für den Regionalverkehr der Linien RE4 und RB13. Über die Nennhauser-Damm-Brücke wird ohne Richtungswechsel zunächst der Nennhauser Damm erreicht. Westlich liegt die Lindengrundschule und das Neubaugebiet Staakener Mühlenviertel und links die KGA ‚Gartenbauverein Staaken‘. Nach Westen die Staakener Feldstraße, nach Osten die Spandauer Straße. Mit Mauer- und Hauptweg wird auf dem Nennhauser Damm der Brunsbütteler Damm gekreuzt und an dessen Südseite der Bullengrabenweg (Hauptweg Nr. 20), mit dem es nördlich vom historischen Staakener Ortskern nach Südost am Bullengraben zum Lindenhain geht. Vor der Stieglake trennen sich die Wege wieder, der Spandauer Weg nach Süden zur Hauptstraße und dann auf der Bergstraße gemeinsam mit dem Berliner Mauerweg (Cosmarweg zum Wohnpark Staaken-Schwalbennest, Adelheid-Poninska-Straße, Gärtnereiring, Wiesengrund). 
Die Bergstraße trifft nun auf die Heerstraße, hier befand sich auf der B 5 bis 1990 die Grenzkontrollstelle auf der Transitstrecke nach Hamburg. Hier die Maueropfergedenkstätte. Südlich der Heerstraße verläuft der Weg östlich von Fort Hahneberg (Naturschutzgebiet) über den Hahnebergweg hinweg ins Landschaftsschutzgebiet direkt nach Süden zur Stadtgrenze nach Dallgow-Döberitz, Ortsteil Engelsfelde mit einem Golfplatz jenseits. Nach links den Weg entlang der Stadtgrenze liegt nach Staaken zu die Grünanlage um den Hahneberg 87 m ü. NN, eine künstliche Aufschüttung mit der Bruno-H.-Bürgel-Sternwarte. Es folgt die Siedlung Weinbergshöhe (Akazienweg, Rebenweg) wo der Hauptweg dem Mauerweg folgend für über die Landesgrenze wechselt mit dem Blick nach rechts zum Judenberge (49 m ü. NN) auf Brandenburger Seite wird weitere 200 Meter nach dem Siedlungsrand der Ortsteil verlassen.

### Wilhelmstadt

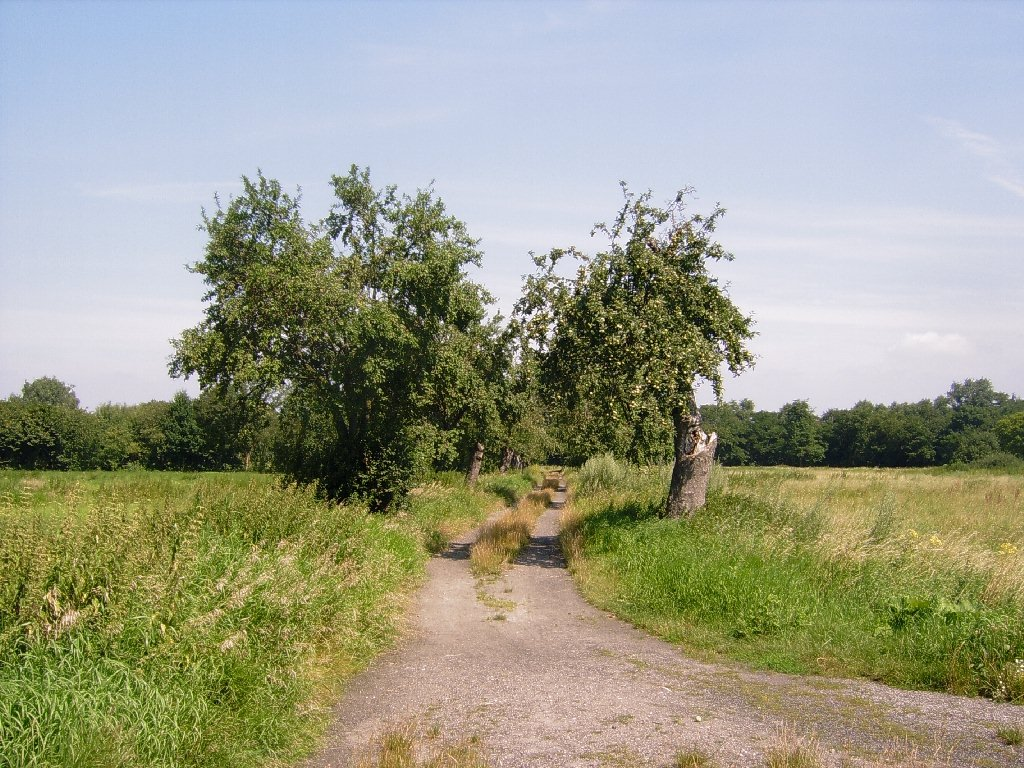
Obstbäume auf dem ehemaligen Rieselfeld Karolinenhöhe

Mit der Karolinenhöhe (52 m) auf Berliner Gebiet und den Judenbergen (49 m) auf Brandenburger Seite ist der Ortsteil Wilhelmstadt betreten. An der Stadtgrenze weiter auf dem ehemaligen Grenzweg südlich der Grundstücke am nördlichen Rieselfeld-Abfanggraben (Ponyhof, nördlich vom Graben die Eigenheimbauten am Weinmeisterhornweg), an der KGA ‚Karolinenhöhe‘ vorbei wird die Wilhelmstraße/Potsdamer Chaussee (B 2) gekreuzt zum linken Beiweg. Um den hier liegenden Betriebshof Rieselfeld Karolinenhöhe Rieselgut zu umgehen noch 200 Meter auf dem Beiweg parallel zur Stadtgrenze entlang. Der Mauerweg verbleibt auf der Chaussee. Von der Potsdamer Caussee geht es dann nach links auf der Kirschenallee über die Straße 270 (Birkenallee) nach Südost. In diesem Gebiet, ehemals Rieselfelder der Stadt Charlottenburg, wurde 1945 zwischen den sowjetischen und britischen Alliierten der (vorher zu Engelsfelde gehörende) Seeburger Zipfel beim Austausch von Flugplatz Gatow und Weststaaken dem britischen Sektor Berlins zugeschlagen. So hatten die britischen Truppen freien Zugang von Spandau zu ihrem Militärflugplatz ohne sowjetisch kontrolliertes Gebiet zur queren. Durch die ehemaligen Rieselfelder ‚Karolinenhöhe‘, insbesondere über Graben B und andere erkennbare Rieselanlagen wird die Gatower Straße durch einen Waldstreifen noch im Ortsteil Wilhelmstadt erreicht. Diese wird überquert in den Weg zum SOS-Kinderdorf ‚Jaczoturm‘ (Gatower Straße 199) hinein, der Spandauer Weg verläuft auf dem Waldweg schräg rechts und erreicht im Zipfel des Landschaftsschutzgebiets nach 160 Metern die Ortsteilgrenze, wo Wilhelmstadt verlassen wird.

### Gatow

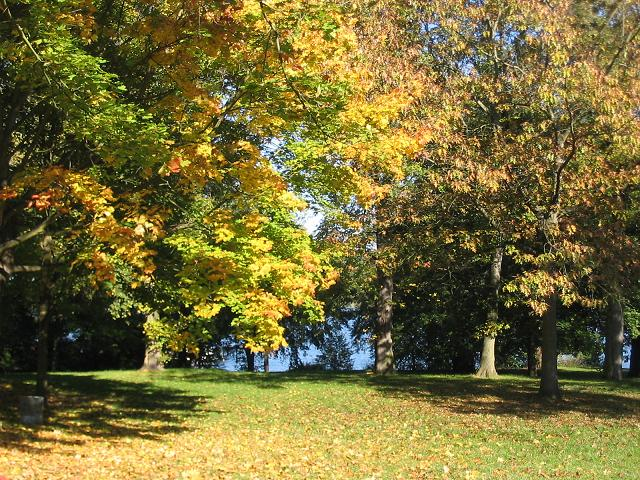
In Gatow an der Havel

Auf dem weiteren Weg von der Gatower Straße/Kirschenallee südlich der Ortslage Weinmeisterhöhe nach Südost zum Havelufer wird Gatow erreicht. Dem Weg folgend geht es auf die Dr. Kleusberg Promenade nach Süden zwischen den Grundstücken der Gatower Straße (unter anderem die Kita) und links einige Wassergrundstücke und Bootshäuser zum Havelufer. Westlich die Wochenendsiedlung ‚Rothenbücherweg‘ durch die ‚Liegewiese Plessches Gelände‘ wird Am Ortsrand, Rothenbücher Weg, Bardeyweg, Pfirsichweg die Villa Lemm umgangen, an der das Havelufer nicht begehbar ist. Die so erreichte Gatower Straße über den Südlichen Rieselfeldabfanggraben wird Alt-Gatow nach Süden durch das historische Ortszentrum mit Kirche, Friedhof und Wirtshaus durchlaufen. Am Anger von Gatow ist durch Am Wiesenhaus am ‚Beutelschen Hof‘ ein Zugang zur ‚Kleinen Badewiese‘ möglich. Das folgende Havelufer ist wiederum durch Wassergrundstücke und Bootsnutzer nicht begehbar. Der Spandauer Weg nutzt den ab Dorfangerende und den nach Südosten führenden Groß-Glienicker Weg beginnenden Kladower Damm. Nach den Tennisplätzen am Separationsgraben führt der Hauptweg nach links an der KGA ‚Havelmaten‘ zur Havel, nach rechts durch die ‚Große Badewiese‘ an der Hofstelle ‚Havelmaten‘ vorbei in die Uferzone neben der Siedlung Hohengatow aus den 1930er Jahren. Durch das LSG ‚Kleines Breitehorn‘ führt der Weg an der Havel entlang über die ‚Große Badewiese‘ weiter. Westlich vom Weg liegt Hohengatow, insbesondere die Siedlung ‚Hellebergeweg‘. Im Süden von Hohengatow das ehemalige Krankenhaus Gatow, heute Seniorenwohnanlage (Pflegezentrum Haus Hohenstein) und das Rehabilitationszentrum ‚Haus Lenné‘. Hier am Südrand des Krankenhausgeländes in Höhe vom Breitehornweg und am Übergang zur Waldzone der Gatower Heide verlässt der Spandauer Weg den Ortsteil Gatow.

### Kladow

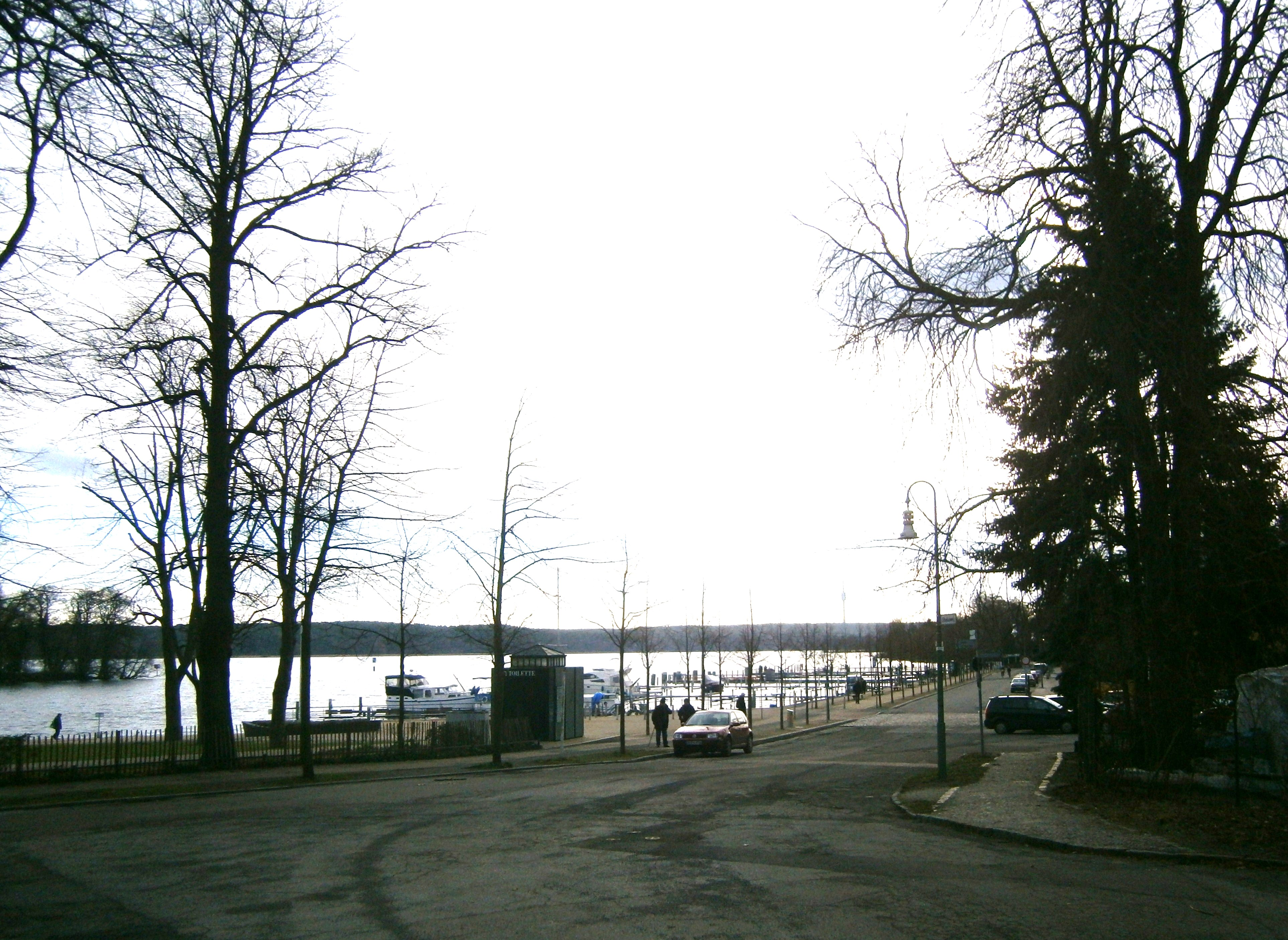
Spandauer Weg führt über den Imchenplatz am Havelufer

Zwischen Gatower Heide und Wochenendsiedlung ‚Havelfreude‘ im Westen und Seeblick und Breitehorn an der Havel auf der östlichen Seite liegt der Weg im Ortsteil Kladow. Im Wesentlichen bleibt der Spandauer Weg am Havelufer, Campingplatz mit Badestelle, die Wochenendsiedlungen ‚Breitehorn‘, ‚Havelwiese‘, ‚Havelfreude‘ und der folgende Forst lassen das Havelufer frei. Am Deutsch-Britischen Yachtclub ist es nicht begehbar, und der Spandauer Weg umgeht das Gelände. Der weiterführende Uferweg am Gutspark Neu-Kladow (Villa Lohse) liegt 80 Meter vom Ufer am Parkrand, Ernst-Liesegang-Ufer. Etwas weiter werden Havelgrundstücke ohne Uferweg auf der grünen Imchenallee umgangen. Am Imchenplatz liegt die Dampferanlegestelle und der Fähranleger F10 nach Wannsee gegenüber die Insel NSG Imchen. Hier kommt auch der Mauerweg (symbolisch) vom Wannsee her. Der Mauerweg und der Hauptweg 02 folgen nun am Havelufer der Havelpromenade, die autofreie Fortführung der Imchenallee zum Quastenhorn (Heilpädagogisches Zentrum). Das Ufer führt von hier an westwärts und der Uferweg havelnah an den Grundstücken entlang zum Südbogen. Von da an ist das Havelufer wieder nicht begehbar mit Ausnahme des Kladower Kulturgartens (Landhausgarten Dr. Max Fraenkel). Der Sakrower Kirchweg nimmt den Spandauer Weg auf und an seinem Ende die Sakrower Landstraße nach links, gegenüber der Straße liegt das Gelände der Blücher-Kaserne Hottengrund. Nur einige Stücke links der Straße sind am Havelufer erreichbar und begehbar. Am Bogen der Sakrower Landstraße folgt ein Waldstück, das zum Seeburger Königswald auf Glienicker Flur gehört, hierüber führt der Spandauer Weg zum Havelufer gegenüber der Pfaueninsel und der Spandauer Weg endet auf dem Uferweg an der Landesgrenze. Der Mauerweg folgt der Straße nach Brandenburg über die Landesgrenze auf Potsdamer Stadtgebiet (Stadtteil Groß-Glienicke).
Anschluss an das Nahverkehrsnetz bietet an der Stadtgrenze nordwestwärts an der Blücher-Kaserne Hottengrund entlang der Fußweg zur Endhaltestelle der Buslinien X34, 134, 135 (Kladow-Hottengrund).

## Nahverkehrsanschlüsse
Vom Berliner Schnellbahnnetz ist der Spandauer Weg nur indirekt zu erreichen.
- Regionalbahnhof Staaken
- S-Bahnhof Spandau, von da auch Buslinien nach Gatow oder Kladow oder nach Hakenfelde zum Aalemannufer.